# سقاخانه حضرت ابوالفضل (همدان)
سقاخانهٔ حضرت ابوالفضل این سقاخانه در خیابان شهدای فعلی در کوچهٔ سربی، در درون دیوار خانه‌ای با پنجره‌ای مشبک در شهر همدان قرار دارد. حاجتمندان برای برآورده شدن حاجات خود به روشن کردن شمع، بستن قفل به پنجرهٔ مشبک سقاخانه در شب‌های جمعه و ایام عزیز دیگر می‌پردازند. نذرهای این سقاخانه برای گشایش در کار، باز شدن بخت و شفای بیماران می‌باشد.